# フッベーザ
フッベーザ（アラビア語: خبيزة; 英語: Khobeizeh, khubēzza, Khubbaizeh, Khubeza, khobeza; ホッベーゼ、フベイザ、フベザ; ヘブライ語: חֲלָמִית, chalamit; ハラミット）は、野生食用植物を使った中東のレバント地域の伝統的な料理であり、ヨルダン、レバノン、シリア、エジプトのシナイ半島、そして特にパレスチナの郷土料理のひとつである。
この料理に使われる野草のゼニアオイ属の植物自体もフッベーザと呼ばれ、ミナミフランスアオイ（学名：Malva nicaeensis All.）やウスベニアオイ（Malva sylvestris L.）などが含まれる。
フッベーザは採集が行われる地元では親しまれている一方、質素な家庭料理と考えられており、客人のもてなしに振る舞われることはあまりない。

## 語源
アラビア語名のkhubeiza（フッベーザ）は、小さなパンを意味する。これは、この植物のやはり食用になる平たく丸い種子の形が、アラブ世界の平たいパンのようであることに由来する。

## 調理法
フッベーザは葉や茎が若いうちに採集し、良く洗ったあとぶつ切りにし、刻んだタマネギとニンニクと共にオリーブオイルで炒め、塩で味付けをする。調理後の盛り付けの際レモン汁を搾りかけ、温かいうちに提供される。唐辛子で飾ることも多く、ホブズやグリーンオリーブ、そしてラブネ（水切りヨーグルト）を添えて食されることが多い。オリーブオイルの代わりにバターを使ったり、少量の水やコショウも加える場合もある。またアレンジとしてレンズマメかトマトを加えることもある。

## その他の使用例

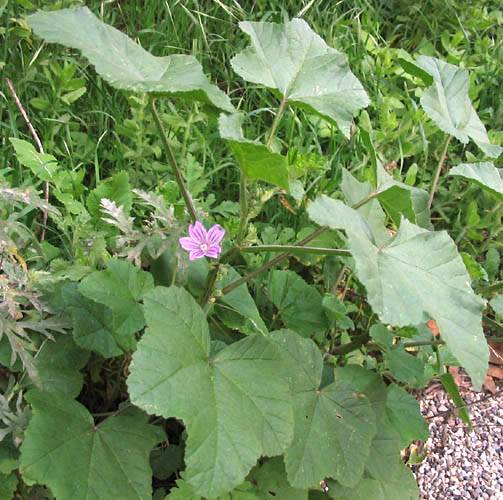
フッベーザはブドウの葉の代用として使用できる。

葉菜としてのフッベーザはブドウの葉と同様に使用できるため、ワラク・ダウアーリのぶどうの葉の代わりにスパイスで味付けされた米や肉を巻いたり、詰め物料理の薬味にとして使用される。スープに具材として加えたり、炒めてキャラメル化したタマネギとともに煮込みダンプリング入りのシチューにしたりもする。またラバテラ・クレティカ（Lavatera cretica L.〈英名のCretan mallowの意味はクレタアオイ〉）の種類は、スクランブルエッグやオムレツに混ぜると大変美味だとされる。生でも食され、サラダのようにレモン汁とオリーブオイルで和えられたり、オリーブのピクルス、生タマネギ、ホブスと共に食されることもある。

## 野草としてのフッベーザ
フッベーザはホウレンソウとケールの間のような味がするとされ、鉄分が豊富でビタミンAとCを含むため栄養価が非常に高く、ホウレンソウと同等かそれ以上の栄養価を含んでいる。薬用効果もあるとされ、伝統薬用植物として整腸や鎮咳に使用されていた。
冬の雨が降った後の2月から4月に芽吹く春の味覚であるが、春以外の季節用に自然乾燥して保存することも行われる。
ヨルダン川西岸地区のパレスチナ人を対象に行われた調査では、味覚的に評価の高い野生のハーブおよび葉菜として頻繁に挙げられた上位5種は、好まれる順に、シリアンオレガノ（ザアタルに使用される）、ギリシャセージ、フッベーザ（ウスベニアイオイ）、シクラメン、およびアックーブ（通常Gundelia tournefortiiを指す）であった。
野生食用植物の利用に対する需要は年々減少している。現代西洋的なライフスタイルの影響により食習慣が変化していることから、野草を識別したり、採集したり、調理・加工するために必要な伝統的知識を若い世代に受け継いでいく習慣を失いつつある。大規模農業の発展に伴い栽培された農産物を容易に入手になったことや、中高年層の多くが野生食用植物の採集を過去の貧困の象徴としてスティグマを感じていることも需要の減少と伝統の継承喪失に拍車をかけている。
また、過放牧、農地拡大、過剰採集、無秩序な野焼き、薪の過剰採取などが、野生食用植物種の生育環境への脅威となっている。
パレスチナにおいては、イスラエルの占領のため採集が可能な野草の生息地域の縮小と、入植地周辺を警備するイスラエル兵や武装入植者による暴行の脅威、イスラエル政府による野生食用植物採集禁止令などからも伝統習慣が脅かされている。
ゴラン高原のドルーズ派の料理は、ほぼシリア料理なぞらえたものだが、地元で採れる食材としてフッベーザを加えひと工夫加えることもある。
ヘブライ聖書の諸書に含まれるヨブ記（6章6節）の中でフッベーザは触りたくないほど味気ないものとして描写されており、2020年まで多くの野草の採集禁止令もあったこともあり、イスラエルではあり余るほど自生するもののあまり活発に採集はされては来なかった。が、近年では一部の間ではこの野草はグルメ的な地産食材として扱われ、有名レストランでフッベーザを使った料理が提供されている。

## 救荒植物として
第一次中東戦争においてエルサレムが包囲され物流が滞った際、ユダヤ人住人たちはフッベーザを採集することで足りない食料の埋め合わせし、それでさまざまな料理を調理することで包囲を乗り切った。
2023年10月にパレスチナ・イスラエル戦争が発生すると、軍事封鎖下のパレスチナのガザ地区では搬入される救援物資の量が制限され、住民たちは食料危機を5段階で表す統合食料安全保障段階分類において最高レベルであるフェーズ5の壊滅的な飢餓、つまり飢饉に直面した。それに先駆け、食料が枯渇し、高値で売買されるようになると、ガザ地区の住民たちは飢えを凌ぐためフッベーザの採集を始め、農作物のブドウの葉やキャベツ、そしてモロヘイヤの代わりにフッベーザを利用した。同様に不足している燃料が無くても生でも食せるほか、木材などの燃料が入手できれば具の少ないスープにすることも出来た。採集は女性や子供が担ったが、フッベーザが自生しているのはイスラエルとの境界に近い戦闘最前線でもあるガザ地区の周縁部に多く、採集は危険が伴うものだった。過剰採集でフッベーザも枯渇してしまうことを住民は危惧し、また危険を冒して採集したフッベーザでも、深刻な飢饉に対して一時しのぎの救済であることも懸念された。
住民たちがフッベーザを食している様子はソーシャル・ネットワーキング・サービス（SNS）を通して世界に伝えられた。